# Roca del Viladre
La Roca del Viladre és una muntanya de 2.452 metres que es troba al municipi de Cava, a la comarca de l'Alt Urgell.